# チャフチャス
チャフチャス（chajchas, chapchas; スペイン語: uñas）は、ラトル系の小型打楽器である。材料は主にヤギ属や羊、リャマ、アルパカの蹄で、アンデス山脈中央部から生まれた。伝統的な儀式や祝典で用いるが、アンデス地域（特にコロンビア、ボリビア、ペルー、チリ、エクアドル）の大衆音楽にもよく見られる。乾燥させた複数の蹄を色鮮やかな布に結び付け、主に2つを1対として腕や足に巻いて演奏する。